# Nikita Dolgushin
Nikita Dolgushin (en ruso Долгушин, Никита Александрович) maestro de ballet, coreógrafo, bailarín y repetidor de origen ruso. Nació en 1938 en Leningrado. Artista emérito de URSS (1988).
Se graduó en la Academia Vagánova de Ballet en 1959.
De 1968 a 1983, fue el Bailarín Principal del Teatro Mússorgski (actualmente Teatro Mijáilovski). Entre 1983-2001, responsable de la Cátedra de Coreografía del Conservatorio de San Petersburgo y coreógrafo principal de la Ópera y Ballet del Teatro del Conservatorio. Bailó con Gabriela Kómleva.
Fue director del Conservatorio Rimski-Kórsakov de San Petersburgo (Rusia). Donde tuvo alumnos como Tatiana Gavrílchik, Valentina Sapogova, Alisa Svéshnikova o Tatiana Stepánova
Actualmente es Maestro del ballet y repetidor en el Teatro Mijáilovski de San Petersburgo, donde prepara al bailarín español José Antonio Checa.

## Obra coreográfica
- Hamlet (1993)

## Publicaciones
- Danza Espectáculo Vida, 2008 San Petersburgo, Editorial AKSUM (en ruso)